# 格勞爾樸麗魚
格勞爾樸麗魚，為輻鰭魚綱鱸形目隆頭魚亞目慈鯛科的其中一種，分布於非洲Kivu湖流域，體長可達11.8公分，棲息在底中層水域，生活習性不明。

## 擴展閱讀
維基物種上的相關：格勞爾樸麗魚